# J.H.M. Wilhelm

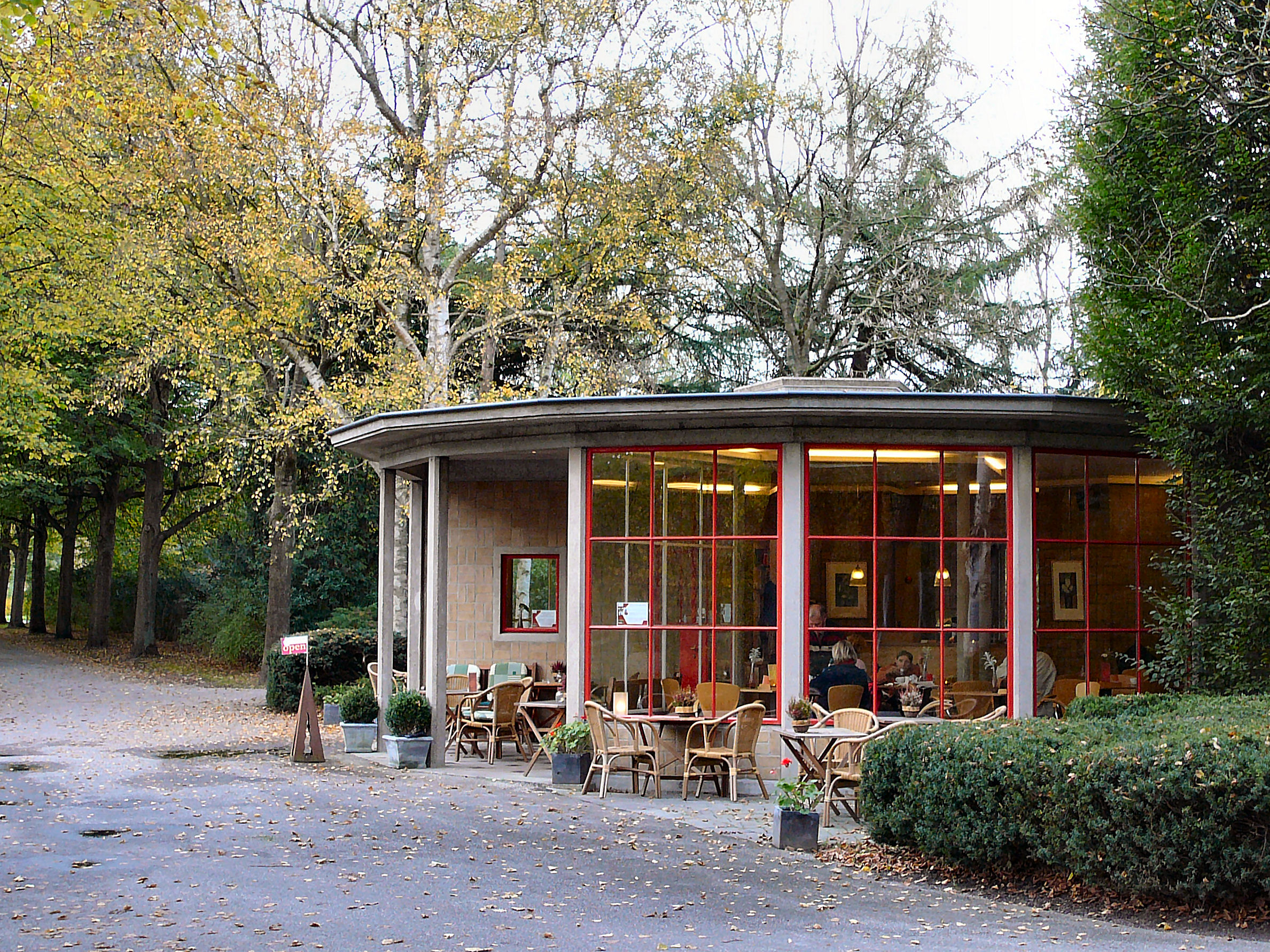
Voormalig kleine aula (nu theehuis) op de Selwerderhof in Groningen (2007)

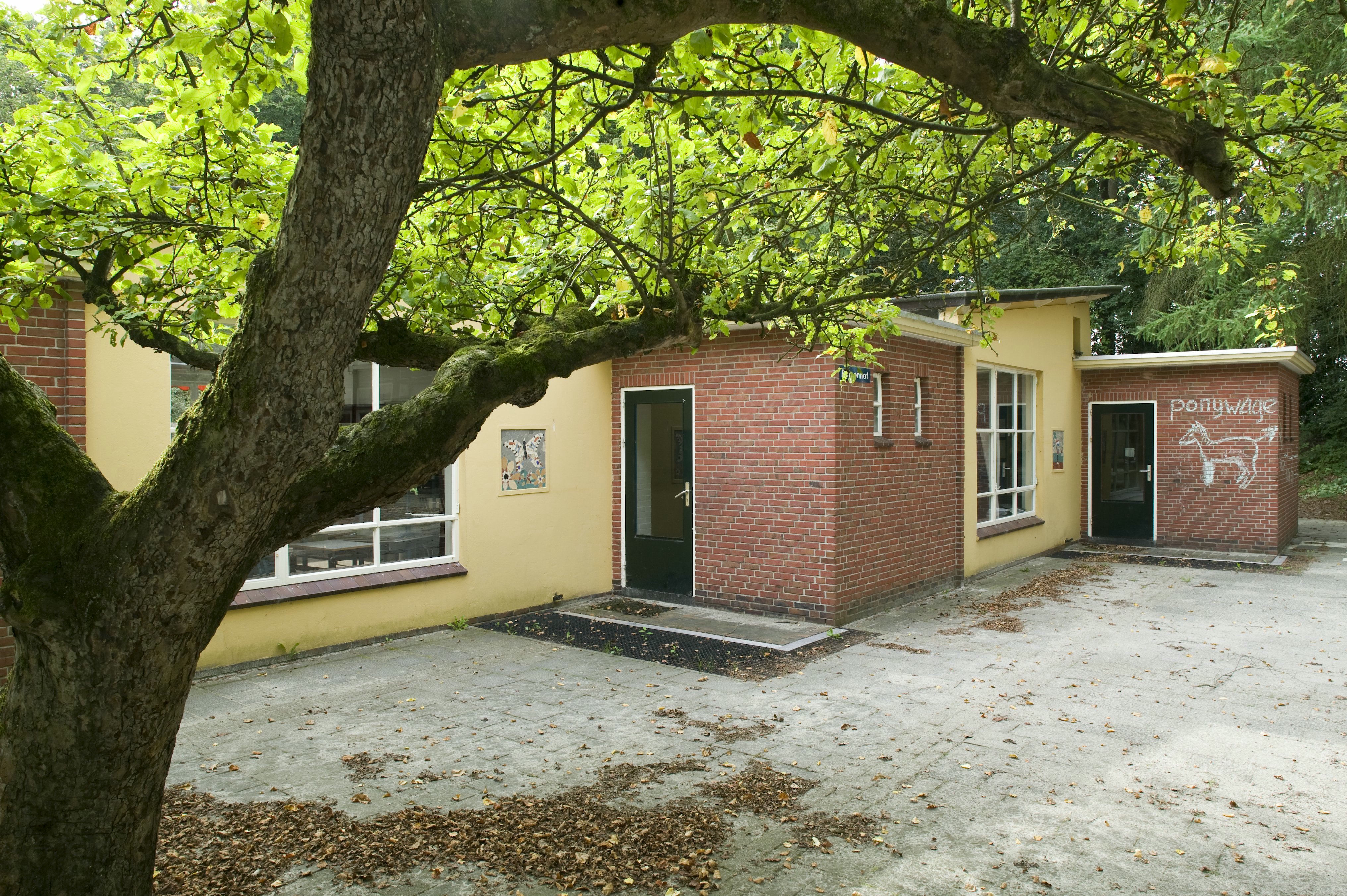
De Groninger Buitenschool Appèlbergen in Glimmen (2007)

Jacob Hendrik Marinus (Jaap) Wilhelm (Rotterdam, 2 april 1911 - Castelfranco, 14 maart 1971), in vakliteratuur meestal vermeld als J.H.M. Wilhelm, was een Nederlandse architect.
Wilhelm werd geboren in Rotterdam als zoon van Johannes Jakobus Wilhelm en Maria Hendrika Beenhouwer. Hij behaalde in 1934 zijn diploma mts bouwkunde en werkte vervolgens bij diverse architectenbureaus in zijn geboorteplaats. In 1939 trad hij in dienst van Gemeentewerken in Rotterdam. Vanaf 1948 werkte hij bij de gemeente Groningen als architect bij de dienst Gemeentewerken. Hij werd in 1955 hoofdarchitect bij de Dienst Stadsontwikkeling en Volkshuisvesting en was chef van de bouwkundige afdeling. Wilhelm verkreeg met name bekendheid door zijn schoolarchitectuur, hij was de grondlegger van het z.g. Groningse scholentype; gangloze scholen die zich kenmerkten door separate lokalen met een eigen buiteningang en toiletgroep. Zijn ideeën werden overgenomen door o.a. de architecten K. Sandburg, Cees Groen, Arno Nicolaï, Yme Dijkstra, Van Houten en Nijenhuis, Wybe de Jong, K.G. Olsmeijer, Johan Hoekstra en J. Boersma.
Jaap Wilhelm heeft een belangrijke bijdrage geleverd aan de naoorlogse scholenbouw.
Wilhelm overleed op 59-jarige leeftijd tijdens een vakantie in Italië en werd begraven op de Selwerderhof in de stad Groningen.

## Werken (selectie)
- 1949-'51 kleine aula op de Selwerderhof in Groningen
- 1951 prof. Huizingaschool in Groningen
- 1954 Dr. Boumanschool in Groningen
- 1954 Groninger Buitenschool Appèlbergen in Glimmen
- 1955 Emmabrug in Groningen
- 1956 Jan Evert Scholtenschool / kleuterschool De Anjelier in Groningen
- 1957 Kweekschool Prof. van der Leeuw, Verzetsstrijderslaan in Groningen
- 1963-'64 grote aula op de Selwerderhof

De ingang van de grote aula van de Selwerderhof in Groningen in 2013

## Publicaties
- Wilhelm, J.H.M. (1954) "Moderne scholenbouw in de stad Groningen", in Onze Schakel, April 1954 jg. 5, 2, p. 17-26
- Wilhelm, J.H.M. (1955) "Onderwijs en dennegeur : de Groningse buitenschool in "de Appelbergen"", in Bouw, 1955, jg. 10, nr. 48, p. 983-987
- Wilhelm, J.H.M. (1956) "Het Groningse scholentype", in Bouw, 1956 jg. 11, nr 7, p. 134-137
- Wilhelm, J.H.M. (1956) "Op zoek naar een nieuw scholentype", in O.K.W. mededelingen, 1956 jg. 20, nr. 13, p. 146
- Wilhelm, J.H.M. (1958) "Groningse scholen", in Publieke Werken 26, 1958, nr. 5, p. 62-63
- Wilhelm, J.H.M. (1967) "Voordeliger per dozijn", in Pronkjewail 1967, nr. 5, p. 8-11
- Wilhelm, J.H.M. (1969) "Bij de bouw van de nieuwe muziekschool : muziek "achter de muur"", in Pronkjewail 1969, nr. 4, p. 15-20 en nr. 5 p. 14-17
- Wilhelm, J.H.M. (1970) "Langs de oude Groninger kerken", in Pronkjewail 1970, nr. 8, p. 2-6